# Collinsonia verticillata
Collinsonia verticillata är en kransblommig växtart som beskrevs av Baldw.. Collinsonia verticillata ingår i släktet Collinsonia och familjen kransblommiga växter. Inga underarter finns listade i Catalogue of Life.